# 住田ワタリ
住田 ワタリ（すみだ わたり、1977年9月29日 - ）は、アスレティックトレーナー、プロ野球コーチ。プロ野球選手の経験はない。

## 経歴
名前は、白土三平の漫画「ワタリ」に由来するという。
大阪府出身。布施工業高校、帝京大学卒業。
野球経験はないものの、帝京大学在学中にはラグビー選手として活躍（ポジションはフォワード）していた。2000年に同大学を卒業後はアメリカ合衆国アーカンソー州立大学アスレチックトレーニング学科に入学し、スポーツ医学を学ぶ。
同校卒業後、フィラデルフィア・フィリーズ傘下のマイナーチームにスタッフとして2年間参加。後にドミニカ共和国のウィンターリーグであるリーガ・デ・ベイスボル・プロフェシオナル・デ・ラ・レプブリカ・ドミニカーナ(LIDOM)のアギラス・シバエーニャスにトレーニングコーチとして所属。このチームに中日ドラゴンズから選手が派遣されたことで住田は中日との関係を持つようになり、2008年シーズンより、退団した仁村薫に代わってコンディショニングコーチを務める。背番号は94。
中日の選手が海外のチームに派遣される際には帯同することが多い。2010年にはベネズエラに1人だけ派遣された岩田慎司に同行している。2014年シーズンより通訳も兼務となったが、このシーズンをもって退団している。
日本ラグビーフットボール協会代表強化部・U20日本代表のチームマネージャーを経て、 2015年11月よりオリックス・バファローズコンディショニングディレクターに就任。2017年12月31日付で退団。
2018年春にニカラグアの野球事情を視察したのち、横浜DeNAベイスターズのチーム統括本部チーム戦略部・人材開発コーディネーターに就任。

## 詳細情報

### 背番号
- 94 （2008年 - 2014年）